# Sachsenklemme

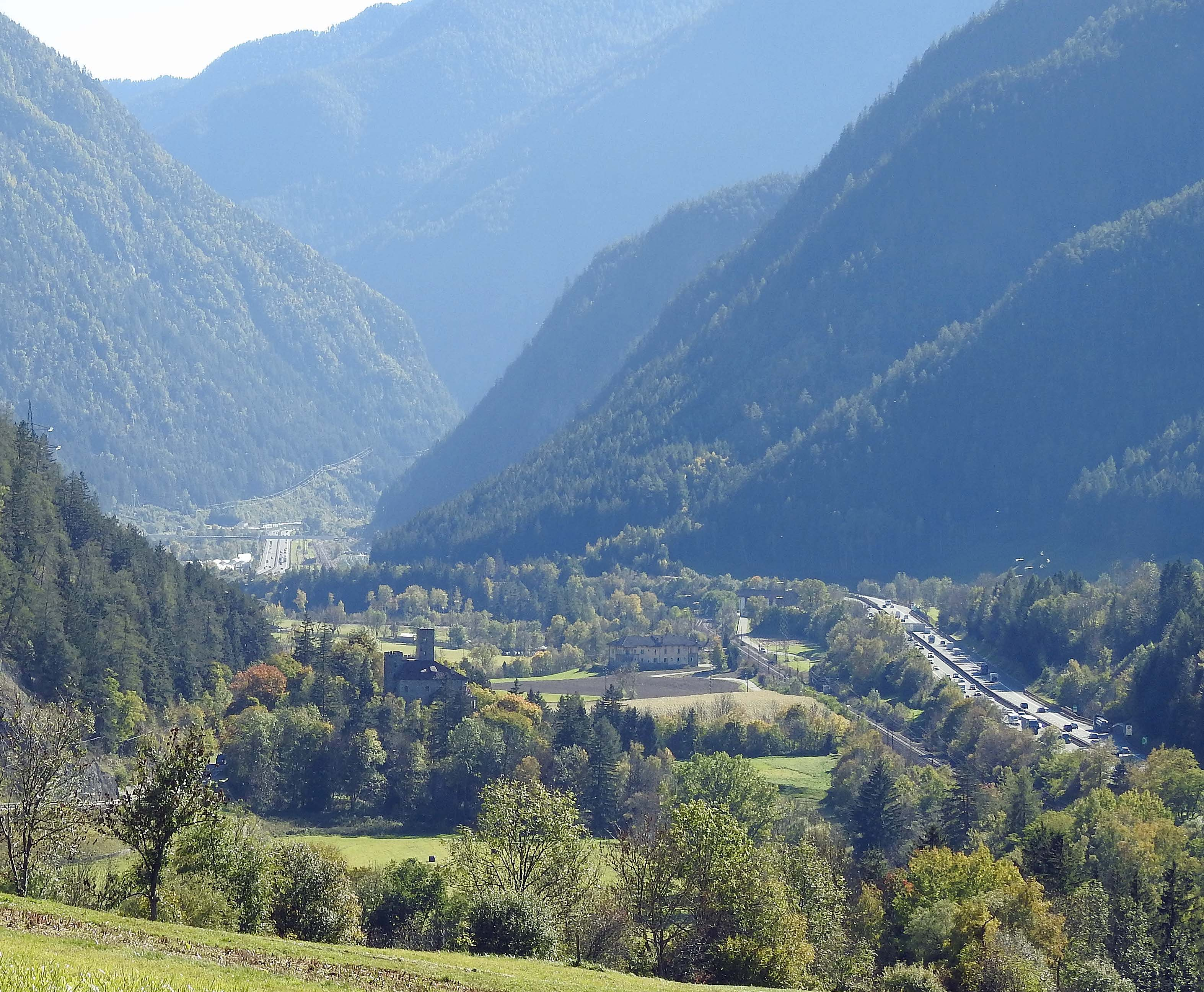
Sachsenklemme von Valgenäun aus, im Vordergrund Burg Welfenstein

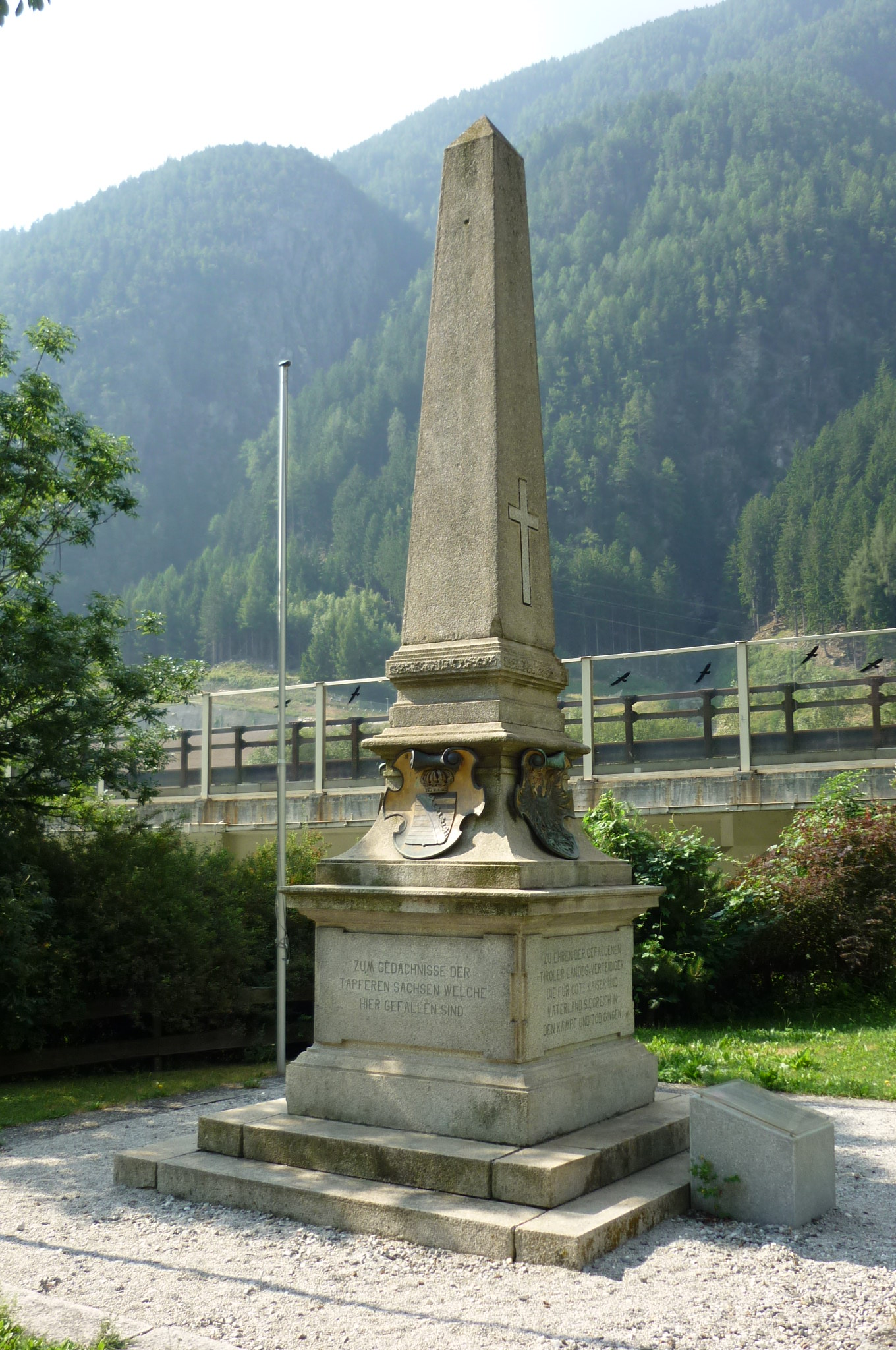
Gedenkobelisk an die Gefallenen von 1809

Die Sachsenklemme ist eine historische Örtlichkeit im sogenannten „Sack“ zwischen Grasstein und Mittewald, die sich in der heutigen Gemeinde Franzensfeste in Südtirol befindet. Die Sachsenklemme wird – je nach Definition – entweder im Wipptal verortet oder als Übergangspunkt vom Wipp- zum Eisacktal betrachtet.

## Namensgebung und Geschichte
Plausibel erscheint eine Namensherkunft von lateinisch saxum für Fels. 
Einer Überlieferung nach, rückte im Zuge des Fünften Koalitionskrieges während des Tiroler Freiheitskampfes am 4. und 5. August 1809 General Lefebvre mit seinen Truppen in Richtung Süden vor. In der Nähe von Franzensfeste wurde der Verband von 500 Tiroler Schützen unter Peter Mayr im vom Eisack schluchtartig ausgeformten Tal aufgerieben, an der später nach diesem Ereignis benannten Sachsenklemme. Der Name entstand dieser Überlieferung nach, da sich im Verband des Generals auch ein größeres Kontingent sächsischer und thüringischer Truppen befunden haben soll, die die Hauptlast des Kampfes trugen. Im Gefecht an der Sachsenklemme erwarb der bayerische Artillerieoffizier Alois von Hornberger (1779–1845) am 5. August 1809 infolge persönlicher Tapferkeit den Militär-Max-Joseph-Orden und wurde geadelt.
In der Sachsenklemme bestand früher ein Granit-Steinbruch (Stötter).
In eben jener Sachsenklemme wurde im Juli 1902 in Erinnerung an die Schlacht von 1809  ein Kriegerdenkmal enthüllt, das der Wiener Erste Andreas-Hofer-Verein gestiftet hatte. Es war ein acht Meter hoher Granit-Obelisk, dessen Fuß mit den Wappen der beteiligten Militärs – also Österreich, Tirol, Bayern und Sachsen – geschmückt war. Es trug Inschriften und galt als Gedächtniszeichen und nicht als Siegerzeichen.